# Ligue des champions de water-polo européen 2011-2012
Navigation
Euroligue 2010-2011 Ligue des champions 2012-2013
La Ligue des champions de water-polo européen 2011-2012 est la première édition sous ce nom de la principale compétition annuelle opposant les meilleurs clubs européens de water-polo et la quarante-neuvième en tenant compte des précédentes coupes des clubs champions et Euroligues.
Elle est organisée par la Ligue européenne de natation (LEN) du 6 septembre 2011 au 12 mai 2012, date de la finale jouée à Oradea, en Roumanie et remportée par le club italien Pro Recco.

## Participants
Vingt-neuf équipes de treize fédérations membres de la LEN participent à la Ligue des champions pour la saison 2011-2012.
Une fédération européenne peut inscrire au premier tour les deux premiers de son championnat national. Les équipes peuvent préférer s'inscrire au premier tour de la LEN Euro Cup 2011-2012 ou ne pas avoir les moyens de financer leur participation et les voyages nécessaires. Les troisièmes et quatrièmes des groupes des deux premiers tours de l'Euroligue rejoignent le second tour de qualification de la LEN Euro Cup.
Huit fédérations peuvent inscrire trois clubs. Elles sont déterminées par le classement des pays du tour préliminaire de l'Euroligue précédente d'après le classement du meilleur club de ce pays. Dans leur cas, le troisième participe au premier tour et le vice-champion au second tour. Le champion national est directement qualifié pour le tour préliminaire.
Huit pays étaient représentées lors du tour préliminaire 2010-2011 : la Croatie, l'Espagne, la Grèce, la Hongrie, l'Italie, le Monténégro, la Russie et la Serbie. Cependant, aucun club espagnol ne s'étant inscrit à la Ligue des champions, ce sont les clubs allemands qui bénéficient des entrées directes au second tour et au tour préliminaire grâce aux résultats du Wasserfreunde Spandau 04 au deuxième tour de l'Euroligue.
| Directement au tour préliminaire | Directement au tour préliminaire | Directement au tour préliminaire | Directement au tour préliminaire | Directement au tour préliminaire | Directement au tour préliminaire | Directement au tour préliminaire | Directement au tour préliminaire |
| -------------------------------- | -------------------------------- | -------------------------------- | -------------------------------- | -------------------------------- | -------------------------------- | -------------------------------- | -------------------------------- |
| (1er)                            | Spandau 04                       | (1er)                            | VK Jug                           | (1er)                            | Olympiakos SFP                   | (1er)                            | Egri VK                          |
| (1er)                            | Pro Recco                        | (1er)                            | VK Budva                         | (1er)                            | Spartak Volgograd                | (1er)                            | VK Partizan                      |
| Deuxième tour de qualification   |                                  |                                  |                                  |                                  |                                  |                                  |                                  |
| (2e)                             | ASC Duisburg                     | (2e)                             | PK Primorje                      | (2e)                             | NO Vouliagménis                  | (2e)                             | Vasas SC                         |
| (2e)                             | RN Savona                        | (2e)                             | PVK Jadran HN                    | (2e)                             | Shturm 2002                      | (2e)                             | VK Vojvodina                     |
| Premier tour de qualification    |                                  |                                  |                                  |                                  |                                  |                                  |                                  |
| (3e)                             | HAVK Mladost                     | (1er)                            | CN Marseille                     | (2e)                             | Montpellier WP                   | (3e)                             | Panathinaïkos                    |
| (3e)                             | Szeged VE                        | (3e)                             | CN Posillipo                     | (?)                              | VK Primorac                      | (?)                              | Schuurman BZC                    |
| (1er)                            | CSM Oradea                       | (?)                              | Dinamo Moskva                    | (3e)                             | Crvena Zvezda                    | (1er)                            | Galatasaray SK                   |
| (1er)                            | BMK Karkov                       |                                  |                                  |                                  |                                  |                                  |                                  |

Légende :
- pour les équipes inscrites au premier tour : une flèche bleue ascendante pour la qualification au second tour, deux flèches pour celle au tour préliminaire, ; une flèche verte latérale pour le passage au second tour de la LEN Euro Cup 2011-2012 ;
- pour les équipes inscrites au second tour : une flèche bleue ascendante pour la qualification au tour préliminaire, deux pour celle aux quarts de finale ;
- pour les équipes inscrites au tour préliminaire : une flèche bleue ascendante pour la qualification aux quarts de finale ;
- Les nombres de 1 à 4 indiquent le classement des équipes qualifiées pour la finale à quatre.

## Déroulement
Au premier tour, des groupes d'au moins quatre équipes sont tirés au sort. Les équipes se rencontrent une fois en un championnat organisé en trois ou quatre jours consécutifs. Les deux premiers de chaque groupe se qualifient pour le second tour, soit huit équipes. Selon le nombre de participants, le nombre d’équipes par groupe peut varier.
Au second tour, elles sont rejointes par les huit vice-champions directement qualifiés. Réparties en quatre groupes de quatre, elles s'affrontent de même en un championnat de trois jours consécutifs. Les deux premiers de chaque groupe se qualifient pour le tour préliminaire.
La même organisation en groupes de quatre est reprise pour le tour préliminaire avec l'entrée en lice des huit champions nationaux directement qualifiés, sauf la durée en six journées de novembre 2011 à février 2012 et les rencontres désormais aller-retour. Les deux meilleures équipes de chaque groupe se qualifient pour les quarts de finale. À l'issue de cette phase, sont déterminées les huit fédérations pouvant présenter trois clubs pour la Ligue des champions suivante. Ainsi, pour 2011-2012, les huit pays représentés par trois équipes au cours de cette édition sont : la Croatie, l'Espagne, la Grèce, la Hongrie, l’Italie, le Monténégro, la Russie et la Serbie.
Pendant cette dernière phase à élimination directe, les quarts de finale sont joués en matches aller-retour au meilleur du nombre de buts.
Les demi-finales et la finale sont organisées en « Final Four » ou finale à quatre : un seul match pour les demi-finales, match de classement et finale le lendemain.

## Phase qualificative

### Premier tour
Le premier tour a lieu entre le mardi 6 et le dimanche 11 septembre 2011.
Le tirage au sort devrait avoir lieu le 8 août 2011 à Acireale, en Italie.

#### Groupe A
Les matches du groupe A sont joués à Marseille, en France.
| Rang | Équipe                          | Pts | J | G | N | P | Bp | Bc | Diff |
| ---- | ------------------------------- | --- | - | - | - | - | -- | -- | ---- |
| 1    | HAVK Mladost                    | 18  | 6 | 6 | 0 | 0 |    |    |      |
| 2    | Cercle des nageurs de Marseille | 15  | 6 | 5 | 0 | 1 |    |    |      |
| 3    | Clubul Sportiv Municipal Oradea | 12  | 6 | 4 | 0 | 2 |    |    |      |
| 4    | Crvena Zvezda                   | 9   | 6 | 3 | 0 | 3 |    |    |      |
| 5    | Dinamo Moskva                   | 6   | 6 | 2 | 0 | 4 |    |    |      |
| 6    | Shuurman BZC                    | 3   | 6 | 1 | 0 | 5 |    |    |      |
| 7    | Galatasaray Spor Kulübü         | 0   | 6 | 0 | 0 | 6 |    |    |      |

| Date         |                                 | Score |                                 | Quarts-temps          |
| ------------ | ------------------------------- | ----- | ------------------------------- | --------------------- |
| 6 septembre  | Galatasaray Spor Külübü         | 6-16  | HAVK Mladost                    | - ; -                 |
| 6 septembre  | Cercle des nageurs de Marseille | 10-9  | Shuurman BZC                    | 3-1 ; 1-4 ; 3-1 ; 3-3 |
| 6 septembre  | Crvena Zvezda                   | 8-6   | Dinamo Moskva                   | - ; -                 |
| 7 septembre  | HAVK Mladost                    | 12-8  | Crvena Zvezda                   | - ; -                 |
| 7 septembre  | Cercle des nageurs de Marseille | 10-8  | Galatasaray Spor Külübü         | - ; -                 |
| 7 septembre  | Dinamo Moskva                   | 7-10  | Clubul Sportiv Municipal Oradea | - ; -                 |
| 7 septembre  | Galatasaray Spor Külübü         | 8-10  | Shuurman BZC                    | - ; -                 |
| 7 septembre  | Cercle des nageurs de Marseille | 13-5  | Dinamo Moskva                   | - ; -                 |
| 7 septembre  | Clubul Sportiv Municipal Oradea | 8-12  | HAVK Mladost                    | - ; -                 |
| 8 septembre  | Clubul Sportiv Municipal Oradea | 13-8  | Galatasaray Spor Külübü         | - ; -                 |
| 8 septembre  | Cercle des nageurs de Marseille | 17-12 | Crvena Zvezda                   | - ; -                 |
| 8 septembre  | Dinamo Moskva                   | 10-6  | Shuurman BZC                    | - ; -                 |
| 9 septembre  | Dinamo Moskva                   | 10-9  | Galatasaray Spor Külübü         | - ; -                 |
| 9 septembre  | HAVK Mladost                    | 16-6  | Shuurman BZC                    | - ; -                 |
| 9 septembre  | Clubul Sportiv Municipal Oradea | 7-5   | Crvena Zvezda                   | - ; -                 |
| 9 septembre  | HAVK Mladost                    | 16-5  | Dinamo Moskva                   | - ; -                 |
| 9 septembre  | Shuurman BZC                    | 8-11  | Crvena Zvezda                   | - ; -                 |
| 9 septembre  | Cercle des nageurs de Marseille | 11-9  | Clubul Sportiv Municipal Oradea | - ; -                 |
| 10 septembre | Crvena Zvezda                   | 13-9  | Galatasaray Spor Külübü         | - ; -                 |
| 10 septembre | Shuurman BZC                    | 12-15 | Clubul Sportiv Municipal Oradea | - ; -                 |
| 10 septembre | Cercle des nageurs de Marseille | 9-11  | HAVK Mladost                    | - ; -                 |

#### Groupe B
Les matches du groupe B sont joués à Kotor, au Monténégro.
| Rang | Équipe                     | Pts | J | G | N | P | Bp | Bc | Diff |
| ---- | -------------------------- | --- | - | - | - | - | -- | -- | ---- |
| 1    | Circolo Nautico Posillipo  | 13  | 5 | 4 | 1 | 0 |    |    |      |
| 2    | Szeged Vízilabda Egyesület | 13  | 5 | 4 | 1 | 0 |    |    |      |
| 3    | Panathinaïkos              | 10  | 5 | 3 | 1 | 1 |    |    |      |
| 4    | Vaterpolo klub Primorac    | 6   | 5 | 2 | 0 | 3 |    |    |      |
| 5    | Montpellier Water-Polo     | 4   | 5 | 1 | 1 | 3 |    |    |      |
| 6    | BMK Kharkov                | 0   | 5 | 0 | 0 | 5 |    |    |      |

| Date         |                            | Score |                            | Quarts-temps |
| ------------ | -------------------------- | ----- | -------------------------- | ------------ |
| 8 septembre  | Circolo Nautico Posillipo  | 11-11 | Szeged Vízilabda Egyesület | - ; -        |
| 8 septembre  | BMK Kharkov                | 6-7   | Panathinaïkos              | - ; -        |
| 8 septembre  | Vaterpolo klub Primorac    | 14-10 | Montpellier Water-Polo     | - ; -        |
| 9 septembre  | Montpellier Water-Polo     | 9-9   | Panathinaïkos              | - ; -        |
| 9 septembre  | Vaterpolo klub Primorac    | 6-12  | Circolo Nautico Posillipo  | - ; -        |
| 9 septembre  | Szeged Vízilabda Egyesület | 10-7  | BMK Kharkov                | - ; -        |
| 9 septembre  | Circolo Nautico Posillipo  | 10-5  | Montpellier Water-Polo     | - ; -        |
| 9 septembre  | Szeged Vízilabda Egyesület | 10-7  | Panathinaïkos              | - ; -        |
| 9 septembre  | Vaterpolo klub Primorac    | 12-8  | BMK Kharkov                | - ; -        |
| 10 septembre | Szeged Vízilabda Egyesület | 13-4  | Montpellier Water-Polo     | - ; -        |
| 10 septembre | Circolo Nautico Posillipo  | 16-3  | BMK Kharkov                | - ; -        |
| 10 septembre | Vaterpolo klub Primorac    | 8-11  | Panathinaïkos              | - ; -        |
| 11 septembre | Circolo Nautico Posillipo  | 9-4   | Panathinaïkos              | - ; -        |
| 11 septembre | Montpellier Water-Polo     | 12-8  | BMK Kharkov                | - ; -        |
| 11 septembre | Vaterpolo klub Primorac    | 9-11  | Szeged Vízilabda Egyesület | - ; -        |

### Deuxième tour
Le deuxième tour a lieu entre le vendredi 23 et le dimanche 25 septembre 2011. Les deux premiers de chaque groupe se qualifient pour le tour préliminaire ; les troisièmes et quatrièmes sont envoyés au second tour de la LEN Euro Cup 2011-2012.

#### Groupe C
Les matches du groupe C se jouent à Athènes, en Grèce.
| Rang | Équipe                          | Pts | J | G | N | P | Bp | Bc | Diff |
| ---- | ------------------------------- | --- | - | - | - | - | -- | -- | ---- |
| 1    | Naftikós Ómilos Vouliagménis    | 9   | 3 | 3 | 0 | 0 | 30 | 16 | +14  |
| 2    | PVK Jadran Herceg Novi          | 6   | 3 | 2 | 0 | 1 | 24 | 26 | -2   |
| 3    | Circolo Nautico Posillipo       | 3   | 3 | 1 | 0 | 2 | 23 | 26 | -3   |
| 4    | Clubul Sportiv Municipal Oradea | 0   | 3 | 0 | 0 | 3 | 25 | 34 | -9   |

| Date         |                                 | Score |                                 | Quarts-temps          |
| ------------ | ------------------------------- | ----- | ------------------------------- | --------------------- |
| 23 septembre | Naftikós Ómilos Vouliagménis    | 12-5  | PVK Jadran Herceg Novi          | 3-0 ; 4-3 ; 1-0 ; 4-2 |
| 23 septembre | Clubul Sportiv Municipal Oradea | 11-12 | Circolo Nautico Posillipo       | 3-6 ; 4-3 ; 3-0 ; 1-3 |
| 24 septembre | PVK Jadran Herceg Novi          | 12-10 | Clubul Sportiv Municipal Oradea | - ; -                 |
| 24 septembre | Naftikós Ómilos Vouliagménis    | 8-7   | Circolo Nautico Posillipo       | 2-0 ; 3-2 ; 1-1 ; 2-4 |
| 25 septembre | Circolo Nautico Posillipo       | 4-7   | PVK Jadran Herceg Novi          | 2-0 ; 1-3 ; 0-1 ; 1-3 |
| 25 septembre | Naftikós Ómilos Vouliagménis    | 10-4  | Clubul Sportiv Municipal Oradea | 2-0 ; 3-1 ; 2-1 ; 3-2 |

#### Groupe D
Les matches du groupe D se jouent à Szeged, en Hongrie.
| Rang | Équipe                     | Pts | J | G | N | P | Bp | Bc | Diff |
| ---- | -------------------------- | --- | - | - | - | - | -- | -- | ---- |
| 1    | Szeged Vízilabda Egyesület | 9   | 3 | 3 | 0 | 0 | 34 | 26 | +8   |
| 2    | Plivački Klub Primorje     | 6   | 3 | 2 | 0 | 1 | 37 | 26 | +11  |
| 3    | Shturm 2002                | 3   | 3 | 1 | 0 | 2 | 36 | 40 | -4   |
| 4    | Crvena Zvezda              | 0   | 3 | 0 | 0 | 3 | 20 | 35 | -15  |

| Date         |                            | Score |                        | Quarts-temps          |
| ------------ | -------------------------- | ----- | ---------------------- | --------------------- |
| 23 septembre | Plivački Klub Primorje     | 16-10 | Shturm 2002            | 5-1 ; 3-2 ; 4-3       |
| 23 septembre | Szeged Vízilabda Egyesület | 10-4  | Crvena Zvezda          | 2-0 ; 3-0 ; 4-1 ; 1-3 |
| 24 septembre | Plivački Klub Primorje     | 12-6  | Crvena Zvezda          | 4-1 ; 3-1 ; 2-1 ; 3-3 |
| 24 septembre | Szeged Vízilabda Egyesület | 14-13 | Shturm 2002            | 5-4 ; 6-3 ; 1-2 ; 2-4 |
| 25 septembre | Shturm 2002                | 13-10 | Crvena Zvezda          | 1-1 ; 3-3 ; 4-3 ; 5-3 |
| 25 septembre | Szeged Vízilabda Egyesület | 10-9  | Plivački Klub Primorje | 2-2 ; 4-4 ; 2-3 ; 2-0 |

#### Groupe E
Les matches du groupe E se jouent à Novi Sad, en Serbie.
| Rang | Équipe                          | Pts | J | G | N | P | Bp | Bc | Diff |
| ---- | ------------------------------- | --- | - | - | - | - | -- | -- | ---- |
| 1    | Cercle des nageurs de Marseille | 6   | 3 | 2 | 0 | 1 | 27 | 24 | +3   |
| 2    | terpolo Klub Vojvodina          | 6   | 3 | 2 | 0 | 1 | 32 | 22 | +10  |
| 3    | Amateur Schwimm Club Duisburg   | 6   | 3 | 2 | 0 | 1 | 28 | 24 | +4   |
| 4    | Vaterpolo klub Primorac         | 0   | 3 | 0 | 0 | 3 | 18 | 35 | -17  |

L'égalité des trois premiers impose d’établir un classement spécifique, selon l'article 9.3.1 du règlement des coupes européennes de clubs.
| Rang | Équipe                          | Pts | J | G | N | P | Bp | Bc | Diff |
| ---- | ------------------------------- | --- | - | - | - | - | -- | -- | ---- |
| 1    | Cercle des nageurs de Marseille | 3   | 2 | 1 | 0 | 1 | 19 | 17 | +2   |
| 2    | Vaterpolo Klub Vojvodina        | 3   | 2 | 1 | 0 | 1 | 18 | 17 | +1   |
| 3    | Amateur Schwimm Club Duisburg   | 3   | 2 | 1 | 0 | 1 | 15 | 18 | -3   |

| Date         |                               | Score |                                 | Quarts-temps          |
| ------------ | ----------------------------- | ----- | ------------------------------- | --------------------- |
| 23 septembre | Amateur Schwimm Club Duisburg | 9-8   | Cercle des nageurs de Marseille | 3-2 ; 2-2             |
| 23 septembre | Vaterpolo Klub Vojvodina      | 14-5  | Vaterpolo klub Primorac         | - ; -                 |
| 24 septembre | Vaterpolo klub Primorac       | 7-8   | Cercle des nageurs de Marseille | - ; -                 |
| 24 septembre | Vaterpolo Klub Vojvodina      | 10-6  | Amateur Schwimm Club Duisburg   | 4-1 ; 4-2 ; 2-1 ; 0-2 |
| 25 septembre | Vaterpolo klub Primorac       | 6-13  | Amateur Schwimm Club Duisburg   | - ; -                 |
| 25 septembre | Vaterpolo Klub Vojvodina      | 8-11  | Cercle des nageurs de Marseille | - ; -                 |

#### Groupe F
Les matches du groupe F se jouent à Zagreb, en Croatie.
| Rang | Équipe             | Pts | J | G | N | P | Bp | Bc | Diff |
| ---- | ------------------ | --- | - | - | - | - | -- | -- | ---- |
| 1    | HAVK Mladost       | 7   | 3 | 2 | 1 | 0 | 33 | 21 | +12  |
| 2    | Vasas Sport Club   | 6   | 3 | 2 | 0 | 1 | 30 | 24 | +6   |
| 3    | Rari Nantes Savona | 4   | 3 | 1 | 1 | 1 | 32 | 29 | +3   |
| 4    | Panathinaïkos      | 0   | 3 | 0 | 0 | 3 | 16 | 37 | -21  |

| Date         |                  | Score |                    | Quarts-temps          |
| ------------ | ---------------- | ----- | ------------------ | --------------------- |
| 23 septembre | HAVK Mladost     | 13-5  | Panathinaïkos      | 3-0 ; 4-2 ; 3-1 ; 3-2 |
| 23 septembre | Vasas Sport Club | 13-9  | Rari Nantes Savona | 1-3 ; 5-1 ; 3-2 ; 4-3 |
| 24 septembre | HAVK Mladost     | 10-6  | Vasas Sport Club   | - ; -                 |
| 24 septembre | Panathinaïkos    | 6-13  | Rari Nantes Savona | 1-2 ; 0-2 ; 2-5 ; 3-4 |
| 25 septembre | Vasas Sport Club | 11-5  | Panathinaïkos      | - ; -                 |
| 25 septembre | HAVK Mladost     | 10-10 | Rari Nantes Savona | - ; -                 |

## Compétition

### Tour préliminaire
D'octobre 2011 à février 2012, les équipes qualifiées pour le tour préliminaire se rencontrent sous la forme d’un championnat en matches aller et retour. Les deux premiers de chaque groupe se qualifient pour les quarts de finale. Le tirage au sort des groupes du tour préliminaire a lieu le 16 octobre 2011 à Zagreb, en Croatie,.

#### Groupe A
| Rang | Équipe                       | Pts | J | G | N | P | Bp | Bc | Diff |
| ---- | ---------------------------- | --- | - | - | - | - | -- | -- | ---- |
| 1    | Plivački Klub Primorje       | 15  | 6 | 5 | 0 | 1 | 63 | 48 | +15  |
| 2    | Vaterpolo klub Budva         | 9   | 6 | 3 | 0 | 3 | 48 | 57 | -9   |
| 3    | Olympiakós SFP               | 6   | 6 | 2 | 0 | 4 | 50 | 48 | +2   |
| 4    | Naftikós Ómilos Vouliagménis | 6   | 6 | 2 | 0 | 4 | 54 | 62 | -8   |

| Date        |                              | Score |                              | Quarts-temps          |
| ----------- | ---------------------------- | ----- | ---------------------------- | --------------------- |
| 22 octobre  | Olympiakós SFP               | 9-8   | Naftikós Ómilos Vouliagménis | 2-0 ; 2-3 ; 2-2 ; 3-3 |
| 22 octobre  | Plivački Klub Primorje       | 12-8  | Vaterpolo klub Budva         | 6-0 ; 2-1 ; 1-3 ; 3-4 |
| 9 novembre  | Vaterpolo klub Budva         | 8-5   | Olympiakós SFP               | 2-2 ; 3-3 ; 2-0 ; 1-0 |
| 9 novembre  | Naftikós Ómilos Vouliagménis | 8-10  | Plivački Klub Primorje       | 3-2 ; 2-4 ; 2-2 ; 1-2 |
| 26 novembre | Olympiakós SFP               | 9-12  | Plivački Klub Primorje       | 2-2 ; 3-3 ; 2-3 ; 2-4 |
| 26 novembre | Vaterpolo klub Budva         | 8-9   | Naftikós Ómilos Vouliagménis | 0-2 ; 2-3 ; 4-1 ; 2-3 |
| 14 décembre | Plivački Klub Primorje       | 6-5   | Olympiakós SFP               | 1-1 ; 3-1 ; 1-0 ; 1-3 |
| 14 décembre | Naftikós Ómilos Vouliagménis | 10-11 | Vaterpolo klub Budva         | 1-3 ; 3-3 ; 2-3 ; 4-2 |
| 8 février   | Olympiakós SFP               | 11-2  | Vaterpolo klub Budva         | 3-1 ; 3-1 ; 2-0       |
| 8 février   | Plivački Klub Primorje       | 13-7  | Naftikós Ómilos Vouliagménis | 6-2 ; 3-2 ; 2-1 ; 2-2 |
| 25 février  | Naftikós Ómilos Vouliagménis | 12-11 | Olympiakós SFP               | - ; -                 |
| 25 février  | Vaterpolo klub Budva         | 11-10 | Plivački Klub Primorje       | - ; -                 |

#### Groupe B
| Rang | Équipe                   | Pts | J | G | N | P | Bp | Bc | Diff |
| ---- | ------------------------ | --- | - | - | - | - | -- | -- | ---- |
| 1    | Vaterpolo Klub Jug       | 18  | 6 | 6 | 0 | 0 | 62 | 41 | +21  |
| 2    | HAVK Mladost             | 12  | 6 | 4 | 0 | 2 | 59 | 45 | +14  |
| 3    | Wasserfreunde Spandau 04 | 4   | 6 | 1 | 1 | 4 | 38 | 59 | -21  |
| 4    | Vaterpolo Klub Vojvodina | 1   | 6 | 0 | 1 | 5 | 46 | 60 | -14  |

| Date        |                          | Score |                          | Quarts-temps          |
| ----------- | ------------------------ | ----- | ------------------------ | --------------------- |
| 22 octobre  | HAVK Mladost             | 14-9  | Vaterpolo Klub Vojvodina | 4-1 ; 3-4 ; 4-3 ; 3-2 |
| 22 octobre  | Wasserfreunde Spandau 04 | 8-9   | Vaterpolo Klub Jug       | 1-3 ; 3-2 ; 1-2       |
| 9 novembre  | Vaterpolo Klub Jug       | 10-8  | HAVK Mladost             | 4-4 ; 2-1 ; 2-2 ; 2-1 |
| 9 novembre  | Vaterpolo Klub Vojvodina | 6-6   | Wasserfreunde Spandau 04 | 1-2 ; 3-1 ; 2-1 ; 0-2 |
| 26 novembre | HAVK Mladost             | 11-6  | Wasserfreunde Spandau 04 | 1-2 ; 3-2 ; 3-1 ; 4-1 |
| 26 novembre | Vaterpolo Klub Jug       | 9-6   | Vaterpolo Klub Vojvodina | 3-1 ; 3-1 ; 1-1 ; 2-3 |
| 14 décembre | Vaterpolo Klub Vojvodina | 7-11  | Vaterpolo Klub Jug       | 2-4 ; 1-3 ; 2-2 ; 1-2 |
| 14 décembre | Wasserfreunde Spandau 04 | 3-9   | HAVK Mladost             | 0-3 ; 1-1 ; 1-2 ; 1-3 |
| 8 février   | HAVK Mladost             | 6-7   | Vaterpolo Klub Jug       | 1-3 ; 3-1 ; 0-1 ; 2-2 |
| 8 février   | Wasserfreunde Spandau 04 | 9-8   | Vaterpolo Klub Vojvodina | 2-0 ; 3-1 ; 2-3 ; 2-4 |
| 25 février  | Vaterpolo Klub Jug       | 16-6  | Wasserfreunde Spandau 04 | 3-3 ; 3-1 ; 5-2 ; 5-0 |
| 25 février  | Vaterpolo Klub Vojvodina | 10-11 | HAVK Mladost             | - ; -                 |

#### Groupe C
| Rang | Équipe                     | Pts | J | G | N | P | Bp | Bc | Diff |
| ---- | -------------------------- | --- | - | - | - | - | -- | -- | ---- |
| 1    | Vasas Sport Club           | 11  | 6 | 3 | 2 | 1 | 60 | 54 | +6   |
| 2    | Szeged Vízilabda Egyesület | 13  | 6 | 4 | 1 | 1 | 55 | 52 | +3   |
| 3    | Vaterpolo Klub Partizan    | 7   | 6 | 2 | 1 | 3 | 52 | 51 | +1   |
| 4    | Egri Vízilabda Klub        | 3   | 6 | 1 | 0 | 5 | 44 | 54 | -10  |

| Date        |                            | Score |                            | Quarts-temps          |
| ----------- | -------------------------- | ----- | -------------------------- | --------------------- |
| 22 octobre  | Vaterpolo Klub Partizan    | 8-9   | Szeged Vízilabda Egyesület | 2-2 ; 1-3 ; 4-0 ; 1-4 |
| 22 octobre  | Egri Vízilabda Klub        | 5-8,  | Vasas Sport Club           | 0-2 ; 4-1 ; 1-2 ; 0-3 |
| 9 novembre  | Vasas Sport Club           | 10-10 | Vaterpolo Klub Partizan    | 5-3 ; 0-3 ; 0-2 ; 5-2 |
| 9 novembre  | Szeged Vízilabda Egyesület | 6-3   | Egri Vízilabda Klub        | 2-1 ; 2-1 ; 2-0 ; 0-1 |
| 26 novembre | Vaterpolo Klub Partizan    | 9-6   | Egri Vízilabda Klub        | 4-2 ; 2-0 ; 2-3 ; 1-1 |
| 26 novembre | Vasas Sport Club           | 12-9  | Szeged Vízilabda Egyesület | 4-3 ; 3-2 ; 2-1 ; 3-3 |
| 14 décembre | Egri Vízilabda Klub        | 12-8  | Vaterpolo Klub Partizan    | 3-0 ; 2-3 ; 5-2       |
| 14 décembre | Szeged Vízilabda Egyesület | 12-12 | Vasas Sport Club           | 3-5 ; 4-4 ; 4-3 ; 1-0 |
| 8 février   | Vaterpolo Klub Partizan    | 9-5   | Vasas Sport Club           | 2-0 ; 2-1 ; 1-1 ; 4-3 |
| 8 février   | Egri Vízilabda Klub        | 9-10  | Szeged Vízilabda Egyesület | 4-3 ; 1-2 ; 2-3 ; 2-2 |
| 25 février  | Vasas Sport Club           | 13-9  | Egri Vízilabda Klub        | 6-2 ; 3-4 ; 2-2 ; 2-1 |
| 26 février  | Szeged Vízilabda Egyesület | 9-8   | Vaterpolo Klub Partizan    | 4-3 ; 1-1 ; 2-2       |

#### Groupe D
| Rang | Équipe                          | Pts | J | G | N | P | Bp | Bc | Diff |
| ---- | ------------------------------- | --- | - | - | - | - | -- | -- | ---- |
| 1    | Pro Recco                       | 18  | 6 | 6 | 0 | 0 | 83 | 40 | +43  |
| 2    | PVK Jadran Herceg Novi          | 10  | 6 | 3 | 1 | 2 | 67 | 62 | +5   |
| 3    | Spartak Volgograd               | 7   | 6 | 2 | 1 | 3 | 61 | 77 | -16  |
| 4    | Cercle des nageurs de Marseille | 0   | 6 | 0 | 0 | 6 | 50 | 82 | -32  |

| Date        |                                 | Score |                                 | Quarts-temps          |
| ----------- | ------------------------------- | ----- | ------------------------------- | --------------------- |
| 22 octobre  | PVK Jadran Herceg Novi          | 13-7  | Cercle des nageurs de Marseille | 3-1 ; 4-0 ; 4-3 ; 2-3 |
| 22 octobre  | Pro Recco                       | 13-5  | Spartak Volgograd               | 2-1 ; 3-1 ; 5-2       |
| 9 novembre  | Cercle des nageurs de Marseille | 4-13  | Pro Recco                       | 1-2 ; 1-3 ; 1-5       |
| 9 novembre  | Spartak Volgograd               | 11-11 | PVK Jadran Herceg Novi          | 3-4 ; 2-2 ; 2-3 ; 4-2 |
| 26 novembre | Pro Recco                       | 10-8  | PVK Jadran Herceg Novi          | 2-0 ; 4-1 ; 2-5 ; 2-3 |
| 26 novembre | Cercle des nageurs de Marseille | 12-13 | Spartak Volgograd               | 1-4 ; 4-3 ; 4-6 ; 3-0 |
| 14 décembre | PVK Jadran Herceg Novi          | 9-14  | Pro Recco                       | 2-4 ; 4-5 ; 1-4 ; 2-1 |
| 14 décembre | Spartak Volgograd               | 15-10 | Cercle des nageurs de Marseille | - ; -                 |
| 8 février   | Pro Recco                       | 15-7  | Cercle des nageurs de Marseille | 6-1 ; 4-3 ; 3-3 ; 2-0 |
| 8 février   | PVK Jadran Herceg Novi          | 13-10 | Spartak Volgograd               | 3-2 ; 4-4 ; 4-0 ; 2-4 |
| 25 février  | Spartak Volgograd               | 7-18  | Pro Recco                       | - ; -                 |
| 25 février  | Cercle des nageurs de Marseille | 10-13 | PVK Jadran Herceg Novi          | - ; -                 |

## Les huit fédérations pour 2012-2013
À partir du classement du meilleur club de chaque fédération nationale est établi la liste des huit championnats nationaux qui pourront envoyer trois clubs avec entrée après le premier tour de qualification pour l'édition 2012-2013.
| Rang | Équipe                                   | Pts | J | G | N | P | Bp | Bc | Diff |
| ---- | ---------------------------------------- | --- | - | - | - | - | -- | -- | ---- |
| 1    | Pro Recco (Italie)                       | 18  | 6 | 6 | 0 | 0 | 83 | 40 | +43  |
| 2    | Vaterpolo Klub Jug (Croatie)             | 18  | 6 | 6 | 0 | 0 | 62 | 41 | +21  |
| 3    | Szeged Vízilabda Egyesület (Hongrie)     | 13  | 6 | 4 | 1 | 1 | 55 | 52 | +3   |
| 4    | PVK Jadran Herceg Novi (Monténégro)      | 10  | 6 | 3 | 1 | 2 | 67 | 62 | +5   |
| 5    | Vaterpolo Klub Partizan (Serbie)         | 7   | 6 | 2 | 1 | 3 | 52 | 51 | +1   |
| 6    | Spartak Volgograd (Russie)               | 7   | 6 | 2 | 1 | 3 | 61 | 77 | -16  |
| 7    | Olympiakós SFP (Grèce)                   | 6   | 6 | 2 | 0 | 4 | 50 | 48 | +2   |
| 8    | Wasserfreunde Spandau 04 (Allemagne)     | 4   | 6 | 1 | 1 | 4 | 38 | 59 | -21  |
| 9    | Cercle des nageurs de Marseille (France) | 0   | 6 | 0 | 0 | 6 | 50 | 82 | -32  |

### Quarts de finale
Les quarts de finale se jouent en matches aller-retour à élimination directe. Les quatre vainqueurs se qualifient pour la finale à quatre. Le tirage au sort des matches a lieu le 2 mars 2012 à Rome.
| N° | Hôte aller (14 mars)   | aller | Score total | retour | Hôte retour (18 avril)     | quarts-temps aller    | quarts-temps retour   |
| -- | ---------------------- | ----- | ----------- | ------ | -------------------------- | --------------------- | --------------------- |
| 1  | Vaterpolo klub Budva   | 5-13  | 11-32       | 6-19   | Pro Recco                  | 1-4 ; 2-3 ; 0-3       | 2-5 ; 1-5 ; 0-5 ; 3-4 |
| 2  | Plivački Klub Primorje | 12-11 | 23-22       | 11-11  | PVK Jadran Herceg Novi     | 2-2 ; 2-3 ; 6-3 ; 2-3 | 4-4 ; 2-1 ; 2-2 ; 3-4 |
| 3  | HAVK Mladost           | 8-6   | 18-13       | 10-7   | Szeged Vízilabda Egyesület | 1-1 ; 3-4 ; 2-0 ; 2-1 | 3-2 ; 0-2 ; 3-2 ; 4-1 |
| 4  | Vaterpolo klub Jug     | 12-8  | 21-24       | 9-16   | Vasas Sport Club           | 4-2 ; 1-1 ; 3-2 ; 4-3 | 3-3 ; 1-5 ; 3-5 ; 2-3 |

### Finale à quatre
La finale à quatre doit avoir lieu les 11 et 12 mai 2012. Elle est organisée dans le bassin olympique Ioan Alexandrescu à Oradea, en Roumanie.
| Demi-finale         | Pro Recco | 12–5                    | Vasas Sport Club                                                                | Bassin olympique Ioan Alexandrescu à Oradea   |                                               |
| 11 mai 2012 18 h 00 | Filip Filipović 2 Guillermo Molina 2 Felipe Perrone 2 Andrija Prlainović 2 Sandro Sukno 2 Tamás Kásás 1 Duško Pijetlović 1 | (4-1 ; 2-0 ; 4-2 ; 2-2) | 1 Draško Brguljan 1 Ádám Decker 1 Gergely Katonás 1 Márton Vámos 1 Viktor Vörös | Arbitrage : Adrian Alexandrescu Sergi Borrell | Arbitrage : Adrian Alexandrescu Sergi Borrell |
| 11 mai 2012 18 h 00 | hrsport.net |                         |                                                                                 | Arbitrage : Adrian Alexandrescu Sergi Borrell | Arbitrage : Adrian Alexandrescu Sergi Borrell |

| Demi-finale         | HAVK Mladost                                                                              | 6–10                    | Plivački Klub Primorje                                                                               | Bassin olympique Ioan Alexandrescu à Oradea |                                          |
| 11 mai 2012 20 h 00 |                                                                                           | (1-2 ; 2-2 ; 2-3 ; 1-3) | | Arbitrage : Mario Brguljan Boris Margeta    | Arbitrage : Mario Brguljan Boris Margeta |
| 11 mai 2012 20 h 00 | hrsport.net                                                                               |                         | | Arbitrage : Mario Brguljan Boris Margeta    | Arbitrage : Mario Brguljan Boris Margeta |
| 11 mai 2012 20 h 00 | Luka Bukić 1 Igor Hinić 1 Blai Mallarach 1 Cosmin Radu 1 Ante Vukicevic 1 Duje Živković 1 | Équipes                 | 3 Dénes Varga 2 Marko Jelača 1 Samir Barač 1 Xavi Garcia 1 Ivan Krapić 1 Andelo Setka 1 Dániel Varga | Arbitrage : Mario Brguljan Boris Margeta    | Arbitrage : Mario Brguljan Boris Margeta |

| Match pour la 3e place | Vasas Sport Club                                                                 | 7–11                    | HAVK Mladost                                                                                                  | Bassin olympique Ioan Alexandrescu à Oradea   |                                               |
| 12 mai 2012 18 h 00    | Gergely Katonás 2 Márton Vámos 2 Miho Bošković 1 Ádám Steinmetz 1 Viktor Vörös 1 | (1-1 ; 3-5 ; 1-2 ; 2-3) | 2 Blai Mallarach 2 Vanja Udovičić 2 Ante Vukičević 2 Duje Živković 1 Andro Gagulić 1 Igor Hinić 1 Cosmin Radu | Arbitrage : Adrian Alexandrescu Boris Margeta | Arbitrage : Adrian Alexandrescu Boris Margeta |
| 12 mai 2012 18 h 00    | hrsport.net                                                                      |                         | | Arbitrage : Adrian Alexandrescu Boris Margeta | Arbitrage : Adrian Alexandrescu Boris Margeta |

| Finale              | Pro Recco | 11–8                    | Plivački Klub Primorje                                                      | Bassin olympique Ioan Alexandrescu à Oradea  |                                              |
| 12 mai 2012 20 h 00 | Aleksandar Ivović 3 Norbert Madaras 2 Boris Zloković 2 Maurizio Felugo 1 Filip Filipović 1 Tamás Kásás 1 Andrija Prlainović 1 | (4-1 ; 2-3 ; 3-3 ; 2-1) | 2 Xavi Garcia 2 Andelo Setka 2 Dénes Varga 1 Ivan Buljubašić 1 Dániel Varga | Arbitrage : Sergi Borrell Georgios Stavridis | Arbitrage : Sergi Borrell Georgios Stavridis |
| 12 mai 2012 20 h 00 | hrsport.net |                         |                                                                             | Arbitrage : Sergi Borrell Georgios Stavridis | Arbitrage : Sergi Borrell Georgios Stavridis |

Entraîné par Giuseppe Porzio, l'équipe du Pro Recco pendant la finale est composée du gardien Stefano Tempesti, des joueurs Damir Burić, Norbert Madaras, Sandro Sukno, Tamás Kásás, Maurizio Felugo, Filip Filipović, Felipe Perrone, Duško Pijetlović, Boris Zloković, Aleksandar Ivović, Guillermo Molina Rios et Andrija Prlainović.

## Sources
- [doc] (en) Partie 2 du « règlement des coupes d'Europe de clubs »(Archive.org • Wikiwix • Archive.is • Google • Que faire ?), Ligue européenne de natation, 11 mai 2011.
- [PDF] Calendrier révisé, Ligue européenne de natation ; fichier consulté le 4 août 2011.
- Résultats de la Ligue 2011-2012, crowaterpolo.com.